# キルステン・ニールセン
キルステン・ニールセン（ Kirstjen Michele Nielsen、1972年5月14日 - ）は、アメリカ合衆国の弁護士。元行政官であり、危機管理・国土安全保障・サイバー安全保障などの分野の経験を有する。ドナルド・トランプ政権で6代目アメリカ合衆国国土安全保障長官を務めた。

## 経歴
1972年5月14日にコロラド州コロラド・スプリングスに誕生する。ジョージ・W・ブッシュ政権で高官を務め、ジョン・フランシス・ケリーがアメリカ合衆国国土安全保障長官を務めた際には首席補佐官に起用された。2017年7月28日にケリーがドナルド・トランプ政権のアメリカ合衆国大統領首席補佐官に起用されると、ニールセンも次席補佐官としてホワイトハウス入りを果たした。同年10月11日にアメリカ合衆国国土安全保障長官にニールセンが指名された。
国土安全保障長官時代はトランプ政権のメキシコとアメリカの壁建設や移民政策の見直しなどに携わったことから、民主党議員をはじめとした激しい非難や追及も受けることとなり、2018年6月にはメキシコ料理店で食事をしていたニールセンに対し、デモ隊が抗議するといった事態も生じた。やがてトランプ大統領との対立も見られるようになり、2019年4月7日には辞任を表明。ニールセンはアメリカ合衆国国土安全保障省における任務について、一生でも特に名誉な事だったと述べている。後任は代行としてケビン・マカリーナンが指名された。トランプ政権における正式な国土安全保障長官はニールセンが最後で、以降の3人はいずれも代行であった（バイデン政権のデイヴィッド・ペコスキーも含めれば4人連続代行）。